# Reikō
Hybride
Parent  A  de l'hybridation 
   'Citrus unshiu x C. sinensis'  
×

Parent  B  de l'hybridation 
   '(C. unshiu × C. sinensis)'  
Classification phylogénétique
Reikō ou reikou est un tangor japonais obtenu en 1996, et enregistré en janvier 2004. C'est un double hybride de 2 tangors: Kiyomi x Encore (Citrus unshiu × C. sinensis) x Murcott (C. unshiu × C. sinensis).
Sa carrière commerciale et sa notoriété sont limitées au Japon où il bénéficie d'une protection juridique jusqu'au 7 décembre 2035 ce qui en pratique en interdit la diffusion.

## Dénomination
En japonais: レイコウ ou れいこう (re i ko u), en kanji 麗紅 (rei kurenai) de 麗 (rei) resplendissant et 紅 (ku, ko, gu) rouge vif. Il est par ailleurs commercialisé sous son nom de marque はまさき (Wa masaki) Hamasaki enregistré par la préfecture de Saga qui produit la majeure partie (71 % en 2016) de la récolte et accorde la marque avec une garantie de douceur obtenue par un affinage de 1 mois.
NARO le nomme Citrus Kuchinotsu n° 32 dans la fiche d'enregistrement.

## Description

### Une combinaison à succès
L'hybridation de la mandarine Kiyomi avec Encore (hybride américain - 1965 - tangor King x mandarine Willowleaf) est usuelle chez les obtenteurs japonais et californiens, elle a laissé au Japon à la postérité あまか (Amaka) du nom de la mer d'Amakusa (préfecture de Nagasaki), Kuchinotsu n° 37 et Tsunonozomi. Reikō est un double hybride ((tangor Kiyomi x mandarine Encore) x tangor Murcott) construit sur le même schéma que le célèbre Setoka (enregistré en 1998) hybridation de KyEn n°4 et proche de Kanpei (enregistré en 2007). Dekopon est lui aussi un hybride de Kiyomi et de mandarine ponkan, comme Harumi (T. Shimizu en 2022 donne 16 cultivars issus de Kiyomi entre 1988 et 2013).
Ces fruits de pleine saison (janvier-février) son vivement colorés comme tous les tangors, à peau fine (2 mm) facile à peler, aux parois internes fines insensibles sous la dent, une texture appréciée au Japon juteuse et croquante, avec un équilibre sucre/acide doux, du côté sucré (en moyenne 12 ° brix), acidité discrète (1,2 g /100 ml) qualifiée localement de rafraichissante, un gout proche de l'orange avec le format et la maniabilité d'une grosse mandarine.
Selon l'Encyclopédie illustrée des fruits (2016) Reiko était à la dixième place des tangors produits au Japon avec 437 t. Il succède à Amakusa qui vient en février.

### Traits phénotypiques
Hauteur de l'arbre: 2 à 2,5 m, floraison en mai, maturité du fruit fin janvier. Le fruit est légèrement aplati, plus gros qu'une mandarine diamètre 8 cm, poids moyen 210 g. La teneur du jus en solides solubles est relativement élevée (12 à 13 %).
On obtient des fruits sans graines dès lors que la culture limite les chances de pollinisation par une autre espèce ou cultivar d'agrume.